# 第1延坪海戦
第1延坪海戦（だいいちヨンビョンかいせん、朝: 제1연평해전、英: The First Battle of Yeonpyeong）は、1999年6月15日に黄海延坪島付近で発生した朝鮮民主主義人民共和国（北朝鮮）と大韓民国（韓国）の艦艇による銃撃戦のことである。

## 経緯
国連軍司令部が朝鮮戦争直後に北方限界線を定め、韓国と北朝鮮の海上の境界線としたが、北朝鮮側はこれを認めていなかった。
1999年6月15日、北朝鮮艦船が北方限界線を侵犯したので、韓国海軍のチャムスリ級哨戒艇が体当たりして押し出そうとしたところ、北朝鮮艦艇が発砲を行い、これに韓国艦艇が応戦。北朝鮮の魚雷艇1隻および哨戒艇1隻が撃沈され、残った北朝鮮艦艇は北方限界線の北側に引き上げた。

## その後
この事件は、経済的に発展を続けていた韓国側に、未だ北朝鮮との敵対関係が続いている事を思い出させ、強い衝撃を与えた。韓国海軍は、銃撃戦の発生した6月15日を「戦勝記念日」に指定。参戦した軍人549人に勲章を授与した。
発生当初、この戦いは延坪海戦と呼ばれていたが、2002年に発生した西海交戦の名称が第2延坪海戦に変更されたのに合わせて、第1延坪海戦に名前が変更された。
当時の合同参謀議長の金辰浩が、2014年11月に出版した自叙伝によると、韓国軍の通信情報機関が傍受した北朝鮮の交信記録から、死傷者は130人以上出たことが確認されていると言われる。
2020年6月、韓国政府は、顕忠日の行事で、天安沈没事件と第1、第2延坪海戦の遺族を招待しないことを発表した。韓国政府は「コロナ流行を鑑みて、出席者を絞ったため」と説明しているが、韓国軍内では「文在寅大統領が、自らの主催する行事に、天安艦遺族らが出席する事は不快だったのではないか」との話が出ているという。